# Said Hammouni
Said Hammouni (arab. سعيد الحموني, ur. 21 czerwca 1981) – marokański piłkarz, grający na pozycji lewego obrońcy. W sezonie 2021/2022 zawodnik CODM Meknès.

## Kariera klubowa

### Początki i Maghreb Fez (–2011)
Zaczynał karierę w Ittihad Khémisset, skąd 1 sierpnia 2010 roku przeniósł się do Maghrebu Fez.
W tym zespole w najwyższej lidze zadebiutował 20 sierpnia 2011 roku w meczu przeciwko Hassanii Agadir, wygranym 2:0, grając cały mecz. Pierwszego gola i asystę zdobył i zaliczył 25 września w meczu przeciwko OC Safi, wygranym 5:1. Najpierw asystował przy golu w 27. minucie, a 6 minut później sam trafił do siatki. W swoim pierwszym sezonie zagrał 17 meczów, miał gola i asystę.

### Dalsza kariera w Maghrebie (2011–2015)
W sezonie 2012/2013 wystąpił w 26 meczach, znowu miał gola i asystę.
W kolejnym sezonie zagrał 14 meczów i strzelił gola.
W swoim ostatnim sezonie (2014/15) miał na koncie 8 meczów, zaliczył też asystę.
Łącznie w tym zespole zagrał 65 ligowych meczów, strzelił 3 gole i miał 3 asysty.

### Dalsza kariera (2015–)
1 lipca 2015 roku został graczem CODM Meknès.

## Kariera reprezentacyjna
W dwóch meczach reprezentacji siedział na ławce rezerwowych.